# Равно (Кршко)
Равно (словен. Ravno) — поселення в общині Кршко, Споднєпосавський регіон, Словенія. Висота над рівнем моря: 159,5 м.